# یاک هرودس
یاک هرودس (استونیایی: Jaak Herodes؛ زادهٔ ۱ ژانویهٔ ۱۹۴۴)  سیاستمدار و نماینده سابق مجلس اهل استونی است.